# アルファ粒子
アルファ粒子（アルファりゅうし、α粒子、英: alpha particle）は、高い運動エネルギーを持つヘリウム4の原子核である。陽子2個と中性子2個からなる。放射線の一種のアルファ線（アルファせん、α線、英: alpha ray）は、アルファ粒子の流れである（アルファ線、およびベータ線はラザフォードが発見）。
固有の粒子記号は持たず、ヘリウム4の2価陽イオンとして He2+（より厳密には 4He2+）と表される。

## 性質

手前から奥に向かう磁場の中では、正の電荷を持つアルファ粒子は図のように回転運動する

ベータ線の実態である電子やガンマ線と異なり、ヘリウム4の原子核であるアルファ粒子は一枚の紙すら通過できない。

アルファ粒子は不安定核のアルファ崩壊にともなって放出される。+2の電荷を帯びており、ローレンツ力によって電場や磁場で屈曲される。
α線の速さは核種によって違うが、おおむね (1.5〜2.0)×107 m/s（秒速1万5000キロから2万キロ）程度である。真空中における光速 2.99792458×108 m/s と比較すると、α線の速さは光速の数%程度にも達するということになる。
電離作用が強いので透過力は小さく、紙や数cmの空気層で止められる。しかし、その電離作用の強さのため、アルファ線を出す物質を体内に取り込んだ場合の内部被曝には十分注意しなければならない。

## 検出
アルファ粒子を観測するには、電離作用が利用される場合が多く、古典的には帯電した箔検電器やガイガーカウンター、霧箱などが利用されたが、近年はシンチレーション検出器などが利用される場合が多い。ガイガー＝ミュラー管の場合はマイカ（雲母）窓式のもの、シンチレーション検出器の場合測定部位には硫化亜鉛がよく用いられる。

## 用途
アルファ粒子は蛍光物質を励起するので、ごく微量のアルファ線源を添加した蛍光物質は夜光塗料として利用される場合もある。20世紀の初めから夜光時計にアルファ粒子を放出するラジウム226が用いられたが、1960年頃からより安全なベータ粒子放出核種に置き換えられている。
また、アルファ粒子のイオン化作用を利用するために、分析化学機器の検出器にアルファ線源を利用するものも多い。キャンプ用のランタンに微量のトリウムを含有させて、イオン化により炎を安定化させる利用法もある。
住宅用火災警報器や自動火災報知設備のイオン化式煙感知器にアメリシウム241が放出するアルファ粒子が利用される。
2006年、イギリスに亡命していた元ロシア連邦保安庁 (FSB) 職員が、アルファ線源であるポロニウム210を服用させられて放射線障害で殺害される事件が起きている（リトビネンコ事件）。

### 医用放射性同位元素として
1990年代以降、放射線治療の分野においてアルファ線の利用が模索されている。従来の非密封小線源治療では、「131I-Bexxar (ベキサール)」、「89Sr-Metastron (メタストロン)」、「153Sm-Quadramet (クアドラメット)」、「90Y-Zevalin (ゼヴァリン)」、「177Lu-DOTATATE」などのベータ線放出核種で標識した放射性医薬品が治療に用いられ、密封小線源治療においても125I、192Irなどベータ線放出核種を用いることが多い。ベータ線は同様に小線源治療に利用されるガンマ線や、外部放射線治療で使用される加速電圧4～12MVのX線やエネルギー4～8MeVの電子線よりは飛程が短いものの、数ミリメートルから数センチメートル程度の飛程を有しているため、腫瘍組織のみならず正常組織にも放射線が照射されてしまう。一方でアルファ線はベータ線と比較しても極めて飛程が短く、また電荷の絶対値がベータ線の2倍である事やアルファ崩壊による放出エネルギーがベータ崩壊と比較して大きい事から、線エネルギー付与 (LET)が非常に大きい。その為、ベータ線放出核種標識医薬品よりも更に局所的な放射線治療に利用できると期待されている。
2018年3月現在で、日本国の薬価収載を受けたアルファ線放出核種標識薬剤は「233Ra-Xofigo (ゾーフィゴ)」のみである。放射線治療用アルファ線放出核種標識薬剤は現在、研究・開発の途上に有り、例えば149Tb、213Bi、211At、225Acなどを用いた薬剤で、第Ⅲ層以下の臨床試験が実施されている薬剤も多く存在する。
また、ホウ素10中性子捕捉療法 (BNCT) は、10B 原子核に中性子線が照射された際に、アルファ線と7Li 原子核が放射される事を治療効果に利用している。